# Comuna Tarasivka, Skadovsk
Tarasivka (în ucraineană Тарасівка) este o comună în raionul Skadovsk, regiunea Herson, Ucraina, formată din satele Darivka, Novoukraiinka și Tarasivka (reședința).

## Demografie
Componența lingvistică a comunei Tarasivka
     Ucraineană (91,49%)
     Rusă (7,19%)
     Alte limbi (0,72%)
Conform recensământului din 2001, majoritatea populației comunei Tarasivka era vorbitoare de ucraineană (91,49%), existând în minoritate și vorbitori de rusă (7,19%).